# Wanderson
Francisco Wanderson do Carmo Carneiro (* 18. února 1986) známý i jako Wánderson je brazilský fotbalový útočník hrající za ruský klub FK Krasnodar.